# Хамитов, Рустэм Закиевич
Рустэ́м Заки́евич Хами́тов (баш. Рөстәм Зәки улы Хәмитов; род. 18 августа 1954, Драченино, Кемеровская область) — российский государственный и политический деятель.
Президент Башкортостана с 19 июля 2010 по 31 декабря 2014 (врио 15—19 июля 2010, 30 мая — 25 сентября 2014). Глава Башкортостана с 1 января 2015 по 11 октября 2018.

## Биография
Рустэм Закиевич Хамитов родился в семье преподавателя и учительницы 18 августа 1954 года селе Драченино Ленинск-Кузнецкого района Кемеровской области. По национальности — башкир. При этом в краткой биографии двух разных сборников 1990 и 93 годов из серии «Народные депутаты Башкирской ССР» Рустэм Хамитов числился татарином. Родным языком считает башкирский, в совершенстве владеет русским и свободно объясняется на английском. По вероисповеданию — мусульманин-суннит распространённого в Башкортостане ханафитского мазхаба. В марте 2011 года совершил умру.

### Образование
В 1971 году в Уфе окончил среднюю школу № 115. В 1977 году окончил Московское высшее техническое училище имени Н. Э. Баумана по специальности «Двигатели летательных аппаратов». Доктор технических наук по проблемам автоматизированных систем управления. Автор более 100 научных публикаций.

### Карьера
В 1977—1978 годах — помощник мастера, мастер Уфимского моторостроительного производственного объединения.
В 1978—1986 годах — инженер, младший научный сотрудник, старший научный сотрудник Уфимского авиационного института.
В 1986—1988 годах — заведующий лабораторией по наземному использованию авиадвигателей.
В 1988—1990 годах — заведующий научно-производственным отделом Восточного филиала Всесоюзного научно-исследовательского института по строительству магистральных трубопроводов (ВНИИСТ).
В 1990—1993 годах — народный депутат Верховного совета Башкирской АССР, председатель комиссии по экологии и рациональному использованию природных ресурсов.
В 1993—1994 годах — директор Института прикладной экологии и природопользования Республики Башкортостан. Был одним из основателей и первым руководителем учреждения, входящего в структуру Академии наук Республики Башкортостан. При нём институт стал головной организацией по выполнению республиканских программ в сфере экологии, а также разработке концепции экологической и промышленной безопасности региона.
В 1994—1996 годах возглавлял Министерство охраны окружающей среды, природопользования, предупреждения и ликвидации последствий чрезвычайных ситуаций Республики Башкортостан.
В 1996—1999 годах — министр по чрезвычайным ситуациям и экологической безопасности Республики Башкортостан, член Совета безопасности Республики Башкортостан.
В августе 1999 года возглавил департамент предупреждений и ликвидации чрезвычайных ситуаций МЧС России.
В сентябре 2000 года назначен главным федеральным инспектором по Республике Башкортостан в аппарате полномочного представителя президента Российской Федерации в Приволжском федеральном округе Сергея Кириенко.
С декабря 2002 года — исполняющий обязанности заместителя полномочного представителя президента Российской Федерации в Приволжском федеральном округе. В аппарате полпреда курировал вопросы межнациональных и межконфессиональных отношений, координировал деятельность территориальных органов МЧС России, Министерства Российской Федерации по налогам и сборам и Федеральной службы налоговой полиции.
С февраля 2003 года — руководитель межрегиональной инспекции по крупнейшим налогоплательщикам № 4 (курировала предприятия топливно-энергетического комплекса) Министерства Российской Федерации по налогам и сборам. Инициировал возбуждение уголовного дела о не уплате налогов компанией ЮКОС.
В октябре 2003 года назначен начальником управления крупнейших налогоплательщиков Министерства Российской Федерации по налогам и сборам.
С 22 марта 2004 года — руководитель вновь созданного Федерального агентства водных ресурсов (Росводресурсы), подчинённого Министерству природных ресурсов Российской Федерации. В качестве главы ведомства занимался реализацией положений нового Водного кодекса Российской Федерации, участвовал в разработке Водной стратегии Российской Федерации до 2020 года. Предлагал реализовать проект строительства канала Каспий — Азов; повысить плату за пользование водными объектами, направив полученные средства на проведение водохозяйственных работ, восстановление плотин, укрепление берегов, расчистку русел. Вёл переговоры с Китаем по поводу компенсаций за загрязнение реки Амур, подписал договор с Монголией о совместной охране реки Селенги. Покинул пост 20 мая 2009 года в связи с переходом на другую работу.
С 28 июля 2009 года — заместитель председателя Правления ОАО «РусГидро». Принимал участие в ликвидации аварии на Саяно-Шушенской ГЭС.

Когда пригласили в РусГидро, в первую командировку поехал на Саяно-Шушенскую ГЭС. Утром собрался ехать из гостиницы на станцию, как пришло известие о крупной аварии. Поймал машину и заставил водителя ехать на ГЭС. С первого часа был на спасработах. Пригодился многолетний опыт работы в МЧС. И всё равно было тяжко: огромные разрушения, люди под водой, родственники погибших и пострадавших. Был на станции месяц, «пахали» без сна и отдыха.— Из блога главы Республики Башкортостан Р. З. Хамитова
15 июля 2010 года президент Российской Федерации Д. Медведев принял отставку президента Республики Башкортостан Муртазы Рахимова и назначил Рустэма Хамитова временно исполняющим обязанности руководителя региона.
19 июля 2010 года депутаты Государственного Собрания — Курултая Республики Башкортостан наделили Рустэма Хамитова полномочиями президента Республики Башкортостан.
С 18 декабря 2010 по 5 июля 2011 и с 3 октября 2013 по 9 апреля 2014 — член президиума Государственного совета Российской Федерации.
30 мая 2014 года президент Российской Федерации В. Путин принял отставку Рустэма Хамитова, чтобы он смог принять участие в выборах главы региона.
14 сентября 2014 года по итогам досрочных выборов президента Республики Башкортостан Рустэм Хамитов набрал 81,71 % голосов. Явка избирателей составила 74,88 %. Вместе с тем некоторые общественные деятели подвергли сомнению официальные итоги выборов. Церемония инаугурации избранного руководителя региона состоялась 25 сентября 2014 года в Государственном Собрании — Курултае Республики Башкортостан.
С 1 января 2015 года — глава Башкортостана (должность переименована в соответствии с Федеральным законом «Об общих принципах организации законодательных (представительных) и исполнительных органов государственной власти субъектов РФ»).
С 20 июля 2010 года по 19 мая 2011 года, а затем с 6 августа 2012 года по 26 ноября 2015 года совмещал должности руководителя региона и премьер-министра Правительства Республики Башкортостан.
11 октября 2018 года подал заявление о досрочной отставке. Рустэм Хамитов отметил, что это его личное решение: «Я не планирую участие в выборах в 2019 году. По моему глубокому убеждению, руководители региона в зрелом возрасте должны своевременно принимать решение о завершении деятельности и должны уходить достойно […] Почему решение об отставке принято мной сейчас, а не весной? Новой команде необходимо время для того, чтобы войти в курс дела, завоевать авторитет у жителей республики, подготовиться к выборам, которые, как известно, пройдут в сентябре 2019 года. […] Нужно сохранить в республике преемственность и спокойствие.».
На основании решения, принятого делегатами XVIII съезда политической партии «Единая Россия» проходившего 7—8 декабря 2018 года, Рустэм Хамитов исключён из состава Высшего совета партии.

## Политическое влияние и лоббирование
В рейтинге влияния глав субъектов Российской Федерации, ежемесячно публикуемом Агентством политических и экономических коммуникаций, Рустэм Хамитов стабильно входит в группу региональных руководителей с очень сильным влиянием.
Благодаря его усилиям в 2015 году в Уфе состоялись саммиты ШОС и БРИКС. В ходе подготовки к ним удалось существенно улучшить инфраструктуру столицы Башкортостана, а также привлечь иностранные инвестиции.
По результатам исследований, проведённых Агентством экономических новостей по заказу «Независимой газеты», Рустэм Хамитов стабильно занимает место в первой десятке списка лучших лоббистов России среди глав регионов.

## Семья
Отец — Заки Салимович Хамитов (1930—1993), уроженец деревни Штанды Балтачевского района Башкирской АССР, доцент, кандидат технических наук, заслуженный инженер Республики Башкортостан. В 1973—1980 годах — декан факультета механизации сельского хозяйства, в 1978—1988 годах — заведующий кафедрой ремонта машин Башкирского сельскохозяйственного института.
Мать — Раиса Синиятуловна Хамитова (род. 1933 год). Всю жизнь проработала учителем математики в школе, сейчас на пенсии.
Младший брат Рашид Хамитов живёт в Уфе, работает водителем.
Женат, двое детей, есть внук и три внучки.
Жена — Гульшат Хамитова (до замужества — Фатхуллина), врач функциональной диагностики. С будущим мужем познакомилась ещё в раннем детстве. Учредитель и председатель попечительского совета благотворительного образовательного фонда «Мархамат», который оказывает помощь тяжелобольным детям и детям с ограниченными возможностями здоровья.
Сын — Камиль Хамитов, инженер, выпускник Уфимского государственного авиационного технического университета, в настоящее время работает директором информационных технологий ПАО «ОДК-Уфимское моторостроительное производственное объединение». Дочь — Нурия Хамитова, занимается бизнесом. Оба живут и работают в Москве.

## Увлечения
В молодости Рустэм Хамитов занимался спортивной гимнастикой и входил в сборную Башкирии по этому виду спорта.
Хобби: книги, музыка, горные лыжи, спелеология, сплавы по рекам Башкортостана.

## Оценки деятельности и критика

### Положительные
В период нахождения Хамитова у власти ВРП региона вырос с 759,2 млрд рублей в 2010 году до 1 трлн 343,9 млрд в 2014. Вместе с тем, в период с начала правления Хамитова в 2010 году по 2015 год Башкортостан в рейтинге субъектов по ВРП так и остался на 10 месте, а в списке регионов по ВРП на душу населения вовсе упал с 28 на 43 место за тот же период. Уменьшилась доля добычи полезных ископаемых в структуре валового продукта региона, если в 2009 году она составляла 8,1 %, то в 2012 году уже 2,9 %, что можно объяснить истощением нефтяных пластов Башкортостана, а не целенаправленной политикой.
По оценке делового журнала Fortune, благодаря проводимой Президентом Башкортостана экономической политике, в 2012 году республика укрепила свои позиции в первой десятке регионов Российской Федерации, имеющих наилучшие экономические и индустриальные показатели. Спустя 10 месяцев после вступления Рустэма Хамитова в должность Президента Башкортостана, международное рейтинговое агентство Standard & Poor’s (S&P) повысило долгосрочный кредитный рейтинг республики со «стабильного» (BB-) на «позитивный» (BB+). В 2012 кредитный рейтинг Башкортостана подтвержден на уровне «BB+», прогноз — «позитивный». Во время нахождения Хамитова на посту главы региона увеличился приток инвестиций в республику.
Согласно результатам опроса Всероссийского центра изучения общественного мнения (ВЦИОМ), проведённого в октябре 2012 года, 61 % граждан республики положительно оценивают работу Рустэма Хамитова на посту Президента республики (согласно тому же исследованию доверяют его предшественнику Муртазе Рахимову 33 % опрошенных).
В 2012 году Башкортостан получил высшую оценку Национального рейтинга прозрачности закупок — «Гарантированная прозрачность», переместившись с 34-го места по этому показателю на второе.

### Отрицательные
Критикуют Хамитова за увеличение государственного долга республики. Если в 2010 году долг составлял 6,9 млрд рублей (1 % от ВРП), то к концу 2013 года он дошёл до 19,8 млрд рублей. Также критики Хамитова обращают внимание на увеличение дефицита бюджета региона: в 2010 году — 3,4 млрд рублей; в 2014 — 15 млрд рублей. Сам Хамитов объясняет это тем, что Башкортостан переводит в федеральный бюджет значительно больше средств, чем получает обратно по различным федеральным программам. В результате чего формируется дефицит бюджета, который приходится покрывать займами.
При Хамитове обострилась проблема оттока трудоспособного населения. Число приезжающих в республику превысило число покидающих её, что сказывается в том числе на демографической обстановке. В период нахождения Хамитова на посту главы региона наблюдается отрицательный прирост населения, что может являться показателем неблагоприятной экономической ситуации. Для сравнения, в период правления Муртазы Рахимова население республики увеличилось на несколько десятков тысяч человек.
Регион из энергодостаточного превратился в энергодефицитный. Если в 2011 году потребление электроэнергии на 2,4 % опережало производство, то в 2015 году наметился дефицит в 16,5 %.
Рустэма Хамитова обвиняют также в обострении проблем с коррупцией, особенно в сфере ЖКХ. За один только 2015 год Контрольно-счётная палата Башкортостана выявила нарушений и недостатков поступлений на 7,4 миллиарда рублей при использовании средств бюджетной системы республики.
В 2016 году Башкортостан попал в топ-5 самых криминогенных регионов, а в экологическом рейтинге за тот же год регион занял лишь 62 место из 85
Уже на следующий год после прихода к власти Хамитова Башкортостан в полтора раза увеличил отчисления в федеральный бюджет до 66,5 млрд рублей. При том, что дефицит местного республиканского бюджета в том же 2011 году составил более 5 млрд рублей.

## Награды
- Орден Александра Невского (30 ноября 2015 года)[80].
- Орден Почёта (13 октября 2014 года) — за достигнутые трудовые успехи, активную общественную деятельность и многолетнюю добросовестную работу[81].
- Орден «За заслуги перед Республикой Башкортостан» (13 октября 2018 года)[82]
- Орден «Достук» (30 августа 2017 года, Кыргызстан) — за значительный вклад в развитие и популяризацию идеи общности народов алтайской языковой семьи, а также укрепление сотрудничества между Кыргызской Республикой и Республикой Башкортостан[83].
- Благодарность Президента Российской Федерации (5 сентября 2008 года) — за большой вклад в подготовку и проведение Года России в Китае и Года Китая в России[84].
- Почётная грамота Правительства Российской Федерации (21 августа 2004 года) — за заслуги перед государством в области охраны окружающей среды и многолетний добросовестный труд[85].
- Почётный знак «За заслуги в развитии физической культуры и спорта» (30 октября 2013 года) — за большой личный вклад в развитие физической культуры и спорта в Российской Федерации, пропаганду здорового образа жизни и в связи с 90-летием со дня образования федерального (государственного) и территориальных органов исполнительной власти в сфере физической культуры и спорта[86].
- Почётная грамота Республики Башкортостан (24 августа 1999 года) — за добросовестную работу по охране окружающей среды и защите населения от чрезвычайных ситуаций[87].
- Орден «За верность долгу» (14 марта 2016 года) — за значительный вклад в социально-экономическое развитие Белогорского района Республики Крым, укрепление сотрудничества между Республикой Башкортостан и Республикой Крым и в связи с Днём воссоединения Крыма с Россией[88].
- Орден «Славы и Чести» II степени (5 июня 2016)[89].
- Серебряная медаль имени Питирима Сорокина «За вклад в науку» (2 февраля 2012 года)[90].
- Почётный доктор Российского государственного социального университета (2011)[91].